# Multi-Terrain Pattern

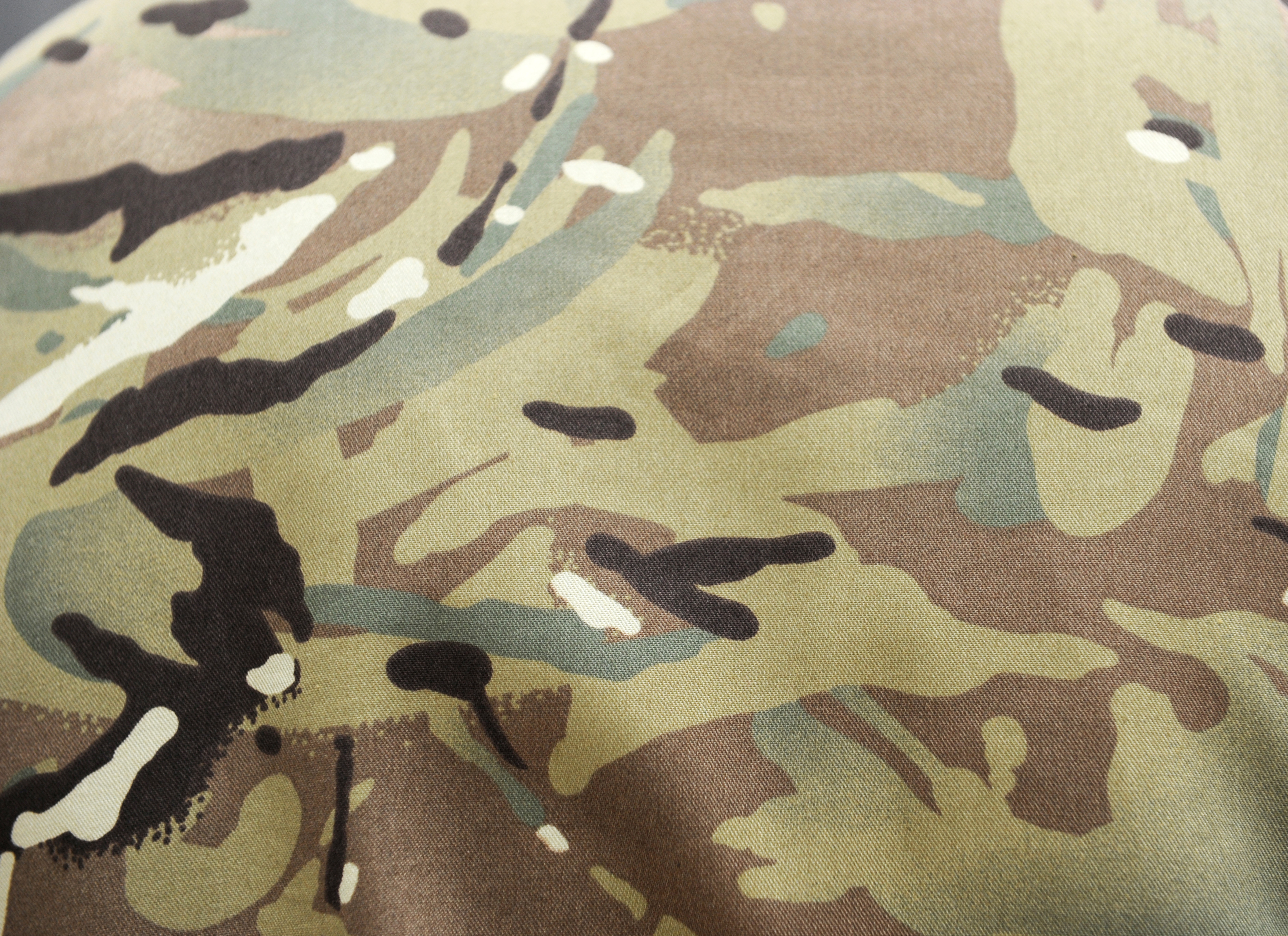
Un esempio di mimetica Multi-Terrain Pattern.

Il Multi-Terrain Pattern o MTP è uno schema mimetico utilizzato principalmente dalle Forze armate britanniche.
Come previsto dal programma PECOC (Personal Equipment and Common Operational Clothing) del Ministero della Difesa britannico, tre schemi mimetici sono stati valutati per essere dati in dotazione alle Forze armate. Questi erano una versione rivisitata del DPM con colori più chiari, un nuovo schema desertico a tre colori ottimizzato per le operazioni notturne, e uno schema ibrido a quattro colori creato utilizzando due colori per ciascuna delle due precedenti mimetiche al fine di agevolare la mimetizzazione su ogni tipo di terreno.
Il Ministero della Difesa del Regno Unito annunciò che le truppe britanniche sarebbero state rifornite con le nuove uniformi per le operazioni in Afghanistan; a partire dal marzo 2010 esse sono state adottate dal personale impiegato nell'Operazione Herrick, estese poi dal 2011 a tutte le Forze armate con l'intento di sostituire tutte le varianti in mimetica DPM dell'uniforme Combat Soldier 95 entro il 2013.

## Sviluppo

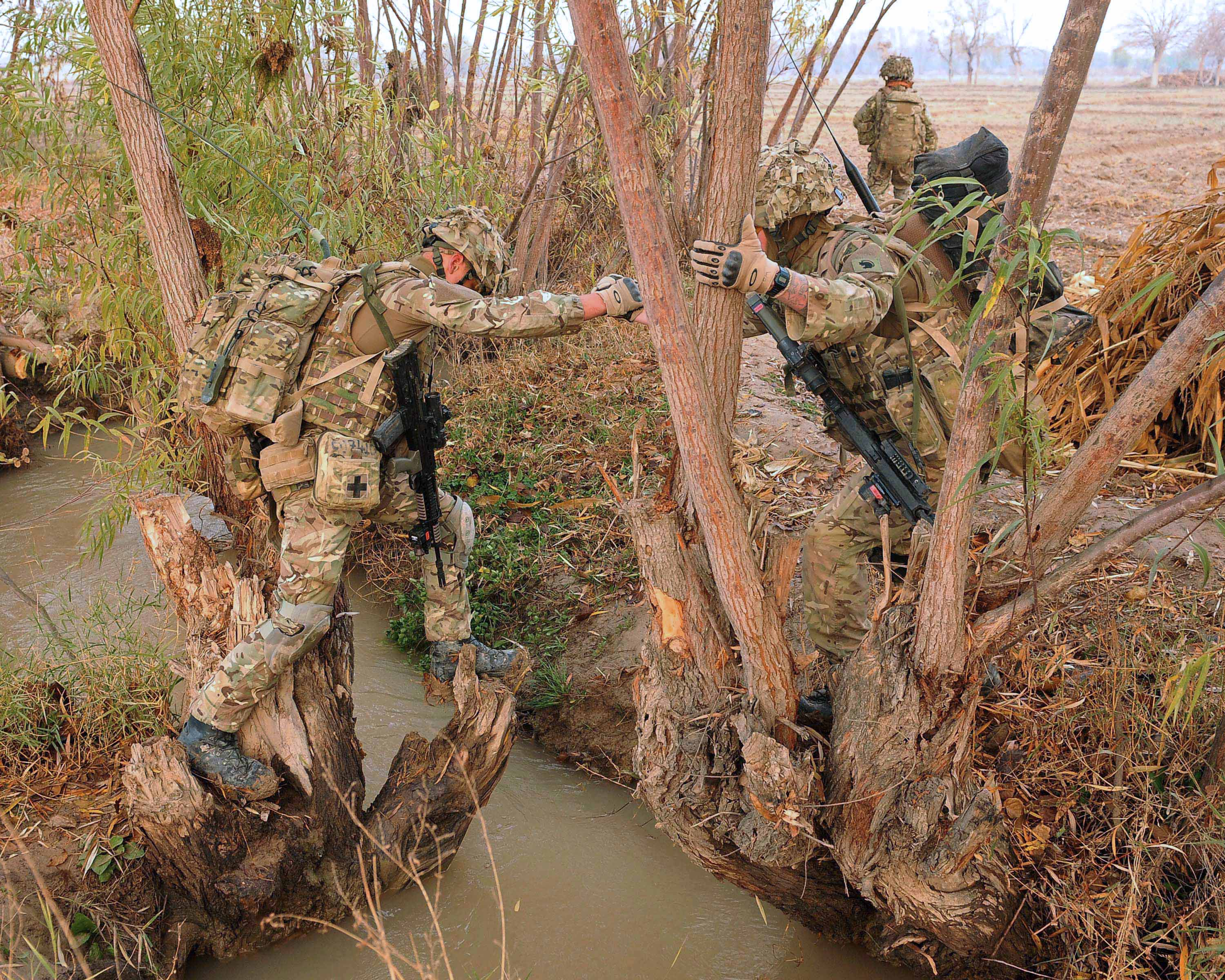
Militari britannici con mimetiche MTP in azione in Afghanistan.

Lo schema mimetico MTP è pensato per essere efficace in una consistente varietà di ambienti.
Le truppe britanniche in Afghanistan operano in diversi terreni: zone boschive, desertiche, montuose e urbane. Gli sviluppatori del Defence Science and Technology Laboratory hanno confrontato le mimetiche MTP con le precedenti DPM standard e desertiche per determinare quale fosse il miglior bilanciamento dei colori. L'attuale schema mimetico è stato testato in vari terreni simili a quelli che i militari avrebbero trovato in Afghanistan.
Una grande varietà di mimetiche è stata testata in Gran Bretagna, Cipro, Kenya e Afghanistan. Gli schemi mimetici sono quindi stati confrontati con altri già in uso, compresi quelli prodotti dalla Crye Precision negli Stati Uniti. I test effettuati comprendevano valutazioni oggettive del tempo necessario per riconoscere i diversi schemi contro vari sfondi e i pareri degli utilizzatori riguardo all'efficacia del camuffamento.
Il modello "MultiCam" della Crye è stato ritenuto il più efficace in una vasta gamma di ambienti; è stato quindi scelto come base per il nuovo schema MTP e combinato con il camuffamento DPM già in uso. La mimetica MTP così ottenuta non è stata confrontata con altri schemi e la sua adozione si è basata unicamente sulla sua somiglianza con l'originale MultiCam americano.

## Altri paesi utilizzatori
- Bermuda
- Malta: Uniforme standard delle Forze armate maltesi dal 2014.[6]
- Tonga